# Plain White T's
Plain White T's est un groupe de pop punk américain, originaire de Villa Park (près de Chicago) dans l'Illinois, essentiellement connu pour le titre Hey There Delilah qui est certifié disque de platine en 2007 et nommé à deux reprises d'un Grammy.

## Biographie

### Formation et débuts (1997-2003)
Cette section ne s'appuie pas, ou pas assez, sur des sources secondaires ou tertiaires indépendantes du sujet. Le texte peut contenir des analyses inexactes ou inédites de sources primaires.
Pour l'améliorer, ajoutez-en, ou placez des modèles {{Source secondaire souhaitée}} ou {{Source secondaire nécessaire}} sur les passages mal sourcés. (janvier 2022)
Les membres sont Tom Higgenson (né le 22 février 1979 à Chicago ; chant), Dave Tirio (guitare), Mike Retondo (basse et chant), De'Mar Hamilton (batterie), et Tim Lopez (guitare, chant). Initialement, le groupe était composé de Tom, Dave, Steve Mast (guitare et chant), et Ken Fletcher (basse). Dave jouait initialement de la batterie dans le groupe et Tom, quant à lui, jouait aussi de la guitare avant de chanter exclusivement. Steve Mast est parti pour former le groupe Waiting Game. L’histoire de Plain White T’s remonte à leurs années de lycée lorsque le chanteur Tom Higgenson entre dans le fameux club rock le Metro et voit son futur sur scène. Alors que la scène locale explosait sur le plan national via des groupes comme Smashing Pumpkins ou Veruca Salt, il décide qu’il était temps pour lui de concrétiser ses rêves. Armé de papier, d’un stylo et d’une guitare, Tom s’est attelé à la tâche, expérimentant avec des textes, des mélodies et un magnétophone 4-pistes, dans la maison de ses parents à Villa Park (Illinois). Dès qu’il s’est senti à l’aise en tant que songwriter, il trouve le courage de donner une cassette de ses chansons à Christian Lane, chanteur du groupe des années 1990 Loud Lucy.
Deux ans après avoir recruté quelques copains d’école pour monter un groupe, parmi lesquels le guitariste Dave Trio, Plain White T’s, déjà entourés de fans glanés grâce aux talents de mélodiste de Tom Higgenson, jouaient à leur tour au Metro. L’industrie musicale s’est vite intéressée à leur succès, et après avoir écoulé des milliers de copies de leur premier album auto-produit de 2002, Stop, Plain White T’s a été signé par Fearless Record. Tom Higgerson s'inspire du groupe The Ramones, concernant les paroles de leurs chansons.

### All that We Needed(2004–2007)
Leur album All that We Needed (2005), est le premier de la formation recomposée et comprend le single Hey There Delilah. En 2006, le groupe signe à Hollywood Records et enregistre l'album Every Second Counts, qui comprend une nouvelle version de Hey There Delilah. Every Second Counts est publié en septembrer 2006. Cette même année, Hey There Delilah atteint la première place du Billboard Hot 100 pendant deux semaines. le morceau est nommé à deux reprises d'un Grammy, et Every Second Counts est certifié disque d'or. Au début de 2006, le groupe s'associe au Motion City Soundtrack de tournée printemps/hiver.

### Big Bad World(2007–2009)
En 2008, le groupe sort l'album Big Bad World. L'album comprend deux singles : 1, 2, 3, 4 et Natural Disaster. Les deux atteignent les première et deuxième place de l'American Top 40 pendant trois semaines consécutives. À la fin 2008, le groupe participe à la tournée Rock Band Live avec Panic! at the Disco, Dashboard Confessional and The Cab. Plus tard dans l'année, le groupe joue au festival Give It a Name au Royaume-Uni[source insuffisante].

### The Wonders of the Younger(2009–2013)

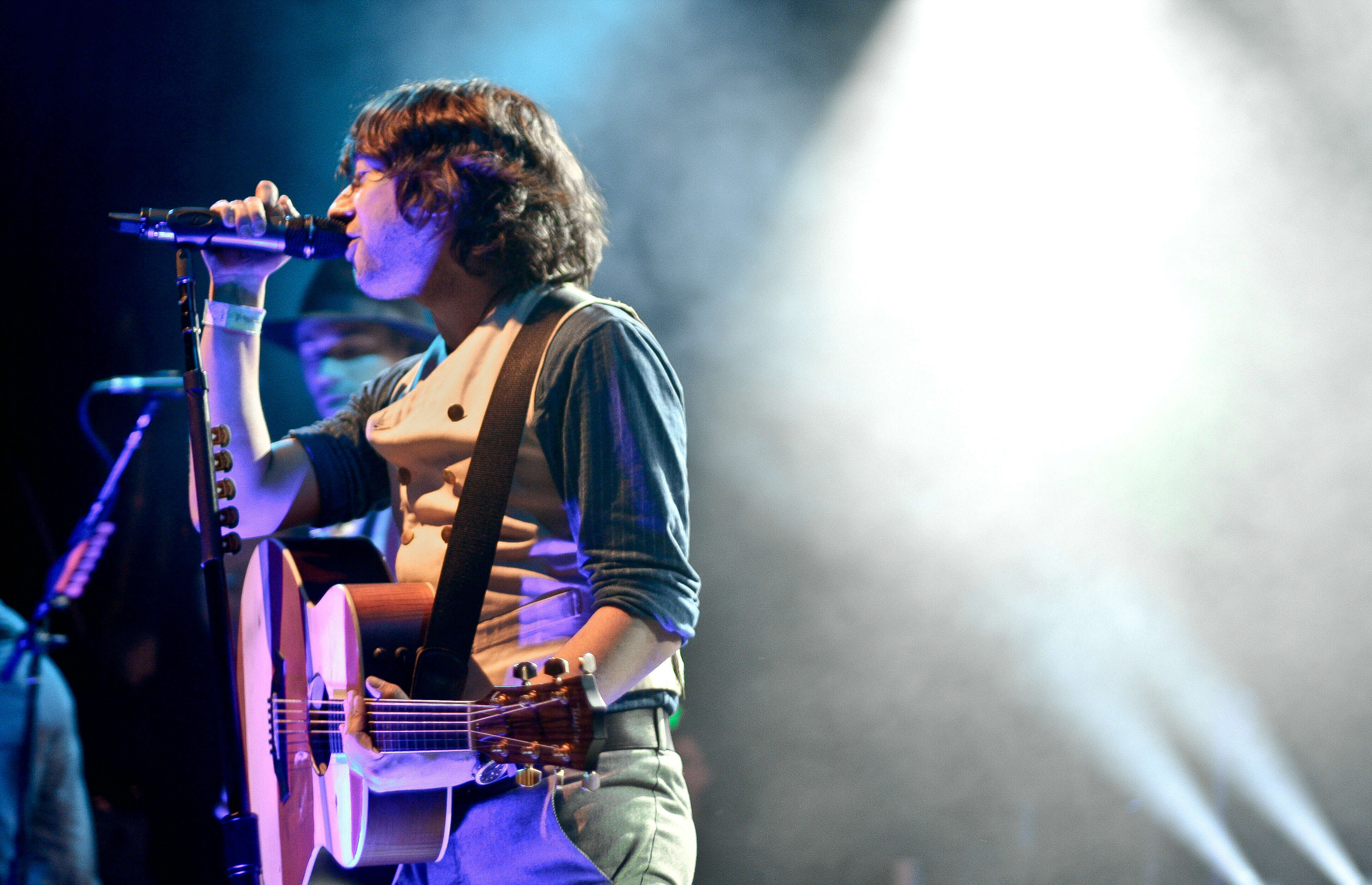
Wonders of the Younger Tour, le 10 juillet 2011.

En décembre 2009, le chanteur et le bassiste du groupe se sont retrouvés dans un terrible accident de voiture. Les médias  confirment qu'ils allaient bien. Le single Rhythm of Love est le premier à apparaitre sur l'album The Wonders of the Younger. Le morceau atteint la cinquième place du Hot AC chart et le top 10 en 2011. En 2012, le groupe reprend un morceau Brain Drain des Ramones pour la bande son du film Disney Frankenweenie sorti en 2012. Should've Gone to Bed, un EP quate titres, est publié le 9 avril 2013.

### American Nights(depuis 2013)
En 2013, Higgenson et Tirio forment un projet parallèle appelé That Lying Bitch afin de retourner dans leurs racines punk rock. Le groupe quitte Hollywood Records à cause de conflits créatifs avec le label à cause de l'album American Nights. American Nights est publié par Megaforce Records le 31 mars 2015. La date de sortie est repoussée à plusieurs reprises par Hollywood.
En 2015, ils participent aussi à l'album Blow Up the Moon de Blues Traveler (morceau Nikkia's Prom). Le 22 novembre 2015, le groupe sort le clip de American Nights avec le fils de Higgenson, Lennon. En mai 2017, ils sortent leur clip Land of the Living. En avril 2017, le groupe révèle être en écriture. Le groupe joue Hey There Delilah aux Alternative Press Music Awards.

## Style musical
Le genre musical de Plain White T's est l'objet de débats récurrents entre rockeur pur et rockeur pour midinette comme le laisserait penser leur titre phare Hey There Delilah  plus proche de la chanson romantique que du punk hardcore. Il existe une catégorie pour ce genre de groupe, de même qu'il existe des films pour adolescents ; Plain White T's est un groupe de teen rock.

## Discographie

### EP
- 2006 : Hey There Delilah EP
- 2013 : Should've Gone to Bed
- 2023 :  Happy

### Apparitions
- Bruises, dans Oil: Chicago Punk Refined
- Song 2 (reprise de Blur), sur l'album Punk Goes 90's
- Season of a Lifetime, sur l'album Taste of Christmas
- It's So Easy, sur l'album Sound of Superman
- Our Time Now sur NRJ Summer Hits Only 2008
- Welcome to Mystery sur l'album Almost Alice (musique du film Alice au pays des merveilles)

### Singles
| Année | Chanson                        | U.S. Hot 100 | U.S. Pop 100 | U.S. Modern Rock | Hot Digital Songs | UK | GER | NZ | CAN | AUS | Album                  |
| ----- | ------------------------------ | ------------ | ------------ | ---------------- | ----------------- | -- | --- | -- | --- | --- | ---------------------- |
| 2004  | All that We Needed             | -            | -            | -                | -                 | -  | -   | -  | -   | -   | All that We Needed     |
| 2005  | Take Me Away                   | -            | -            | -                | -                 | -  | -   | -  | -   | -   | All that We Needed     |
| 2006  | Hey There Delilah              | -            | -            | -                | -                 | -  | -   | -  | -   | -   | All that We Needed     |
| 2006  | Hate (I Really Don't Like You) | 68           | 61           | 25               | 48                | 89 | -   | -  | -   | -   | Every Second Counts    |
| 2007  | Hey There Delilah (réédition)  | 1            | 1            | 3                | 1                 | 2  | 1   | 9  | 1   | 3   | Every Second Counts    |
| 2007  | Our Time Now                   | -            | 93           | 29               | -                 | -  | -   | -  | -   | -   | Every Second Counts    |
| 2008  | You and Me                     | -            | -            | -                | -                 | -  | -   | -  | -   | -   | Every Second Counts    |
| 2008  | Natural Disaster               | -            | -            | -                | -                 | -  | -   | -  | -   | -   | Big Bad World          |
| 2009  | 1, 2, 3, 4                     | -            | -            | -                | -                 | -  | -   | -  | -   | -   | Big Bad World          |
| 2010  | Rhythm of Love                 | 38           | 20           | 5                | -                 | 60 | -   | -  | 98  | -   | Wonders of the Younger |
| 2011  | Boomerang                      | -            | -            | -                | -                 | -  | -   | -  | -   | -   | Wonders of the Younger |